# 20719 Velasco
20719 Velasco è un asteroide della fascia principale interna. Scoperto nel 1999, presenta un'orbita caratterizzata da un semiasse maggiore pari a 2,3322274 au e da un'eccentricità di 0,1311321, inclinata di 1,96570° rispetto all'eclittica.
L'asteroide è dedicato allo studente messicano Rodrigo Velasco Velasco.